# Liga Zagrebačke nogometne regije 1981./82.
Liga Zagrebačke nogometne regije, odnosno Jedinstvena liga Zagrebačke regije, Zagrebačka regionalna nogometna liga u sezoni 1981./82. je predstavljala ligu četvrtog stupnja nogometnog prvenstva Jugoslavije. 
 
Sudjelovalo je 14 klubova, a prvak je bila "Trgocentar-Sloga" iz Čakovca.

## Ljestvica
| mj. | klub                         | ut. | pob. | ner. | por. | gol+ | gol- | bod |
| --- | ---------------------------- | --- | ---- | ---- | ---- | ---- | ---- | --- |
| 1.  | Trgocentar-Sloga Čakovec     | 26  | 15   | 7    | 4    | 58   | 28   | 37  |
| 2.  | Banija Glina                 | 26  | 15   | 4    | 7    | 44   | 32   | 34  |
| 3.  | Viko-Omladinac Novo Selo Rok | 26  | 13   | 6    | 7    | 55   | 36   | 32  |
| 4.  | Radnik Velika Gorica         | 26  | 12   | 7    | 7    | 45   | 29   | 31  |
| 5.  | Karlovac                     | 26  | 11   | 8    | 7    | 32   | 31   | 30  |
| 6.  | Segesta Sisak                | 26  | 12   | 5    | 9    | 46   | 28   | 29  |
| 7.  | Jugokeramika Zaprešić        | 26  | 12   | 5    | 9    | 46   | 28   | 29  |
| 8.  | Trešnjevka Zagreb            | 26  | 12   | 4    | 10   | 46   | 41   | 28  |
| 9.  | MTČ Čakovec                  | 26  | 11   | 5    | 10   | 63   | 48   | 27  |
| 10. | Dubrava Zagreb               | 26  | 7    | 10   | 9    | 34   | 41   | 24  |
| 11. | Slaven Koprivnica            | 26  | 9    | 5    | 12   | 32   | 51   | 23  |
| 12. | TPK Zagreb                   | 26  | 6    | 5    | 15   | 23   | 48   | 17  |
| 13. | Hidroelektra Podsused        | 26  | 6    | 3    | 17   | 31   | 62   | 15  |
| 14. | Rudar Mihovljan              | 26  | 3    | 2    | 21   | 16   | 77   | 8   |

- Podsused danas dio Zagreba

## Rezultatska križaljka
| kratica | klub                         | BAN | DUB | HID | JUG | KAR | MTČ | RAD | RUD | SEG | SLA | TPK | TRE | TRGS | VIOM |
| --- | ---------------------------- | --- | --- | --- | --- | --- | --- | --- | --- | --- | --- | --- | --- | ---- | ---- |
| BAN | Banija Glina                 |     |     |     |     |     |     |     |     | 0:3 |     |     |     |      |      |
| DUB | Dubrava Zagreb               |     |     |     |     |     |     |     |     | 2:2 |     |     |     |      |      |
| HID | Hidroelektra Podsused        |     |     |     |     |     |     |     |     | 0:3 |     |     |     |      |      |
| JUG | Jugokeramika Zaprešić        |     |     |     |     |     |     |     |     | 3:1 |     |     |     |      |      |
| KAR | Karlovac                     |     |     |     |     |     |     |     |     | 2:0 |     |     |     |      |      |
| MTČ | MTČ Čakovec                  |     |     |     |     |     |     |     |     | 1:2 |     |     |     |      |      |
| RAD | Radnik Velika Gorica         |     |     |     |     |     |     |     |     | 1:1 |     |     |     |      |      |
| RUD | Rudar Mihovljan              |     |     |     |     |     |     |     |     | 0:3 |     |     |     |      |      |
| SEG | Segesta Sisak                | 1:2 | 1:1 | 2:0 | 2:1 | 0:0 | 3:2 | 0:0 | 2:0 |     | 4:0 | 4:0 | 5:1 | 1:2  | 1:4  |
| SLA | Slaven Koprivnica            |     |     |     |     |     |     |     |     | 2:1 |     |     |     |      |      |
| TPK | TPK Zagreb                   |     |     |     |     |     |     |     |     | 1:0 |     |     |     |      |      |
| TRE | Trešnjevka Zagreb            |     |     |     |     |     |     |     |     | 0:4 |     |     |     |      |      |
| TRGS | Trgocentar-Sloga Čakovec     |     |     |     |     |     |     |     |     | 1:0 |     |     |     |      |      |
| VIOM | Viko-Omladinac Novo Selo Rok |     |     |     |     |     |     |     |     | 2:0 |     |     |     |      |      |
| |                              |     |     |     |     |     |     |     |     |     |     |     |     |      |      |
| podebljan rezultat - utakmice od 1. do 13. kola (1. utakmica između klubova) rezultat normalne debljine - utakmice od 14. do 26. kola (2. utakmica između klubova) rezultat nakošen - nije vidljiv redoslijed odigravanja međusobnih utakmica iz dostupnih izvora rezultat smanjen * - iz dostupnih izvora nije uočljiv domaćin susreta prekrižen rezultat - poništena ili brisana utakmica p - utakmica prekinuta 3:0 p.f. / 0:3 p.f. - rezultat 3:0 bez borbe |                              |     |     |     |     |     |     |     |     |     |     |     |     |      |      |

 Izvori: